# Alfred Wallenstein
Alfred Wallenstein   (Chicago, 7 d'octubre de 1898 - Nova York, 8 de febrer de 1983) va ser un violoncel·lista i director d'orquestra estatunidenc.
El descendent d'Albrecht von Wallenstein va créixer a Los Angeles, on va aprendre a tocar el violoncel. Als quinze anys va actuar com "The Wonder Boy Violoncel·lista". Del 1917 al 1918 va ser violoncel·lista de l'Orquestra Simfònica de San Francisco amb Alfred Hertz. Del 1919 al 1922 va estudiar amb Julius Klengel a Leipzig. Fins al 1929 va ser el primer violoncel·lista de l'Orquestra Simfònica de Chicago, i també va ensenyar al "Chicago Musical College" del 1927 al 1929 i també va fer enregistraments de ràdio.
Del 1929 al 1936 va ser el primer violoncel·lista de l'Orquestra Filharmònica de Nova York amb Arturo Toscanini, a proposta del qual va començar a dirigir des del 1931. Va treballar a l'emissora de ràdio WOR, del qual va ser director musical des de 1935 fins a 1945. Aquí va interpretar totes les cantates de Johann Sebastian Bach i tots els vint-i-sis concerts de piano de Mozart. El 1942 va rebre el "premi Peabody" pel seu treball pioner a la ràdio.
Del 1943 al 1956 va ser director titular de l'Orquestra Filharmònica de Los Angeles, on tenia com a ajudant el violoncel·lista neerlandès William van den Burg. Amb aquesta orquestra i amb la Orquestra del Hollywood Bowl es van dur obres europees de Bach; Oratori de Nadal, a Beethoven, Missa Solemnis, de Mahler la segona simfonia, sinó també les grans obres de compositors contemporanis nord-americans com Samuel Barber, Aaron Copland, Henry Cowell, Paul Creston, David Diamond, Morton Gould i Virgil Thomson.
Posteriorment, Wallenstein va treballar com a director convidat en festivals i orquestres dels EUA i Europa. També va ser un sol·licitat director d'orquestra per a enregistraments de solistes coneguts. Va gravar concerts de piano de Mozart, Chopin, Liszt, Grieg, Saint-Saëns i Szymanowski amb el pianista Artur Rubinstein. Amb el violinista Jascha Heifetz, va enregistrar els concerts per a violí de J. S. Bach, Korngold i Castelnuovo-Tedesco. Del 1958 al 1961 va dirigir el Festival Caramoor del 1962 al 1964 va supervisar un programa per a possibles directors de la "Fundació Ford al Peabody Conservatory", del 1968 al 1971 va ensenyar a la "Juilliard School of Music". Va fer la seva última aparició com a director als vuitanta-un anys el 1979 amb l'orquestra de l'escola.